# Showtime Networks
Showtime Networks Inc. — американская телевизионная компания, действующая как подразделение Paramount Global в рамках её сетевого подразделения. Компания курирует каналы кабельного телевидения премиум-класса Paramount, включая одноименный флагманский сервис The Movie Channel и Flix.

## История
Компания была основана в 1983 году как Showtime / The Movie Channel, Inc. после того как Viacom и Warner-Amex Satellite Entertainment (сейчас Viacom International Media Networks) объединили свои премиальные телеканалы Showtime и The Movie Channel в одно подразделение.
В 1985 году Warner Communications продал свою половину компании Viacom International Media Networks, тем самым сделав компанию дочерней Viacom. В 1988 году компания была переименована в Showtime Networks Inc.

## Телеканалы, принадлежащие Showtime Networks
Год в скобках обозначает, когда каждый из телеканалов был присоединен к Showtime.
- Showtime (1983)
- The Movie Channel (1983)
  - The Movie Channel Xtra (1999)
- Flix (1992)
- Smithsonian Channel (2007)